# Ishizaki Nobuhiro
Nobuhiro Ishizaki (石﨑 信弘, sinh ngày 14 tháng 3 năm 1958) là một huấn luyện viên và cựu cầu thủ bóng đá người Nhật Bản.

## Sự nghiệp Huấn luyện viên
Nobuhiro Ishizaki đã dẫn dắt Montedio Yamagata, Oita Trinita, Kawasaki Frontale, Shimizu S-Pulse, Tokyo Verdy, Kashiwa Reysol, Consadole Sapporo và Fujieda MYFC.